# Авнат
Авнат (иногда произносят Овнат) — религиозное общинное поселение и израильское поселение на западном берегу Мёртвого моря. Расположено между поселениями Калья и Мицпе-Шалем, в 23 километрах от Иерусалима. Относится к юрисдикции регионального совета Мегилот-Ям-ха-Мелах.

## История
Основано в 2004 году на месте, где ранее существовало поселение, основанное Нахаль.

## Население
По данным Центрального статистического бюро Израиля, население на начало 2020 года составляло 237 человек.

## Инфраструктура
В поселении работает религиозная школа Ифтах (ивр. יפתח‎).